# Košický kraj
Košický kraj jedna od administrativnih regija (pokrajina) Slovačke. Pokrajina se sastoji od 11 okruga, a središte je grad Košice. Pokrajina se prostire na 6,753 km² i ima 766,012 stanovnika (2001.). 

## Stanovništvo
| Godina:     | 1994.   | 2004.   | 2014.   | 2024.   |
| ----------- | ------- | ------- | ------- | ------- |
| Broj ljudi: | 753 849 | 770 508 | 795 565 | 778 799 |
| Razlika:    |         | +2,20 % | +3,25 % | −2,10 % |

| Godina:     | 2023.   | 2024.   |
| ----------- | ------- | ------- |
| Broj ljudi: | 779 073 | 778 799 |
| Razlika:    |         | −0,03 % |

## Popis okruga (slovački: okres)
- Okrug Gelnica
- Okrug Košice I
- Okrug Košice II
- Okrug Košice III
- Okrug Košice IV
- Okrug Košice – okolie
- Okrug Michalovce
- Okrug Rožňava
- Okrug Sobrance
- Okrug Spišská Nová Ves
- Okrug Trebišov